# Henry Knox
Henry Knox (Boston, 25 juli 1750 – Thomaston (Massachusetts), 25 oktober 1806) was een Amerikaans militair en politicus. Hij was de eerste Amerikaanse minister van Oorlog.

## Levensloop
De vader van Knox overleed toen zijn zoon negen jaar oud was. Op dat moment studeerde Henry aan de Boston Latin School. Als oudste zoon moest hij zijn moeder ondersteunen. Daarom verliet hij op zijn twaalfde de school en ging als bediende werken in een boekwinkel. Nicholas Bowes, de eigenaar van de boekwinkel, nam de jongen onder zijn hoede en nam de rol van vader deels op zich. In diezelfde tijd liet Knox zich veel in met de straatbendes van Boston en stond bekend als een van de betere vechtersbazen uit zijn buurt. Op zijn achttiende voegde hij zich bij een plaatselijke artillerie-militie.
Knox was op 5 maart 1770 getuige van het Bloedbad van Boston. Hij getuigde ook tijdens de rechtszaak van de Britse militairen die betrokken waren bij het incident. Op twee na werden zij allen vrijgesproken. Een jaar later opende Knox zijn eigen boekwinkel. Door zelfstudie specialiseerde hij zich in militaire tactieken. In 1772 was hij betrokken bij de vorming van een nieuwe militie en was daarvan zelf de tweede persoon in rang. Kort na zijn 23e verjaardag schoot hij per ongeluk twee vingers van zijn linkerhand.
De Sons of Liberty konden op de steun van Knox rekenen. De groep trad hard op tegen het Britse koloniale bewind. Het is niet bekend of de boekhandelaar deel nam aan de Boston Tea Party, maar hij nam in aanloop naar het incident wel deel aan de wacht om te voorkomen dat de Dartmouth, een van de Britse schepen betrokken bij de gebeurtenis, haar lading niet kon lossen.
Knox trouwde in juni 1774 met Lucy Flucker, de dochter van Bostoniaanse Loyalisten. Haar vader was het niet eens met het huwelijk. Haar broer diende zelfs als militair in het Britse leger. Samen kregen zij dertien kinderen, waaronder twaalf dochters.

### Amerikaanse Onafhankelijkheidsoorlog
De Amerikaanse Onafhankelijkheidsoorlog brak uit met de Slagen bij Lexington en Concord op 19 april 1775. Knox verliet Boston en sloot zich aan bij de strijdmacht die de stad belegerde. Zijn hele boekwinkel werd tijdens het beleg vernietigd. Tijdens de Slag om Bunker Hill gaf hij leiding aan de artillerie. Toen generaal George Washington in juli 1775 arriveerde was hij onder de indruk van de verrichtingen van Knox. Zij mochten elkaar meteen en zo had Knox regelmatig contact met Washington en andere generaals van het Continental Army. Met name door de inzet van John Adams kreeg hij de benoeming tot kolonel.
Het beleg van Boston duurde voort en bij Knox ontstond een idee dat de kanonnen die in Amerikaanse handen waren gevallen bij de val van Fort Ticonderoga en Fort Crown Point doorslaggevend zouden kunnen zijn wanneer zij door de belegeraars konden worden ingezet. Hij stelde het voor aan Washington die hem vervolgens aanstelde aan het hoofd van een expeditie die de kanonnen naar Boston moest brengen. De kanonnen wogen hadden een gezamenlijk gewicht van 60 ton en moesten in een winters klimaat over een afstand van 300 mijl vervoerd worden. Knox beschikte over weinig manschappen en de kanonnen zakten verschillende malen door het ijs bij het oversteken van een rivier. Uiteindelijk arriveerden zij onbeschadigd in Boston. De expeditie had twee weken moeten duren, maar uiteindelijk zouden dit er zes worden. Toen de kanonnen bij het beleg ingezet werden trokken de Britten zich terug.
Na het ontzetting van Boston hield Knox zich bezig met de verdediging van Connecticut, Rhode Island en de stad New York, in afwachting van een Britse aanval. In New York leerde hij Alexander Hamilton kennen, die leiding gaf aan de plaatselijke artillerie. Zij ontwikkelden een hechte vriendschap die zou duren tot de dood van Hamilton in 1804.
Tijdens de Britse aanval op New York wist Knox ternauwernood te ontkomen. Hij had de logistieke leiding over de legermacht die de rivier de Delaware overstak in aanloop naar de Slag bij Trenton. Dit verliep moeizaam, maar uiteindelijk slaagde Knox er in om iedereen aan de overkant te krijgen. Na afloop van de slag zette hij de Amerikaanse legermacht, inclusief honderden gevangenen en buitgemaakte goederen, terug over de rivier. Voor deze inspanningen werd hij beloond met de benoeming tot brigade-generaal.
Terwijl het leger aan het begin van 1777 haar winterkwartieren betrok in Morristown (New Jersey) vertrok Knox naar Massachusetts om daar een nieuw artilleriebataljon op te richten. In de lente keerde hij terug naar de hoofdmacht van het leger en leverde een actieve bijdrage bij de Slag bij Brandywine en de Slag bij Germantown. Later was hij ook nog aanwezig bij de Slag bij Monmouth.
In de winter van 1778-79 richtte Knox de eerste militaire trainingsschool in de geschiedenis van de Verenigde Staten op in Bedminister, New Jersey. Aan deze school leidde hij gedurende het eerste jaar meer dan duizend soldaten op. In de jaren daarna reisde hij ook veel door de noordelijke staten om soldaten voor het Continental Army te werven. In 1781 marcheerde hij met het leger van Washington zuidwaarts en nam deel aan de Slag bij Yorktown.
Knox werd in maart 1782 gepromoveerd tot generaal-majoor. Het Continental Congress vroeg hem om samen met Gouverneur Morris met de Britten te onderhandelen over de uitwisseling van gevangenen. Deze onderhandelingen mislukten. Nadat er in april 1783 een voorlopige vrede was gesloten met de Britten besloot het Congress om het leger te demobiliseren. Knox kreeg van Washington daar de leiding over. Hij stelde ook plannen op voor hoe het leger er in vredestijd uit moest komen te zien. Zo was er sprake van twee militaire academies, een voor het leger en een voor de marine, en troepen om de grenzen te bewaken. Veel van deze plannen werden overgenomen en geïmplementeerd. Toen de Britten hun laatste troepen uit New York terugtrokken stond Knox aan het hoofd van de Amerikaanse strijdkrachten die de macht weer overnamen.

### Minister van Oorlog
De post van minister van Oorlog kwam in november 1783 beschikbaar toen Benjamin Lincoln terugtrad. Hij beval Knox aan als zijn opvolger, maar het Congress nam niet direct een besluit over de opvolging. In plaats daarvan probeerde zij een idee te implementeren voor een militie in vredestijd. Knox weigerde zijn medewerking en trok zich terug in Massachusetts. In die tijd wist hij een groot stuk land in Maine te verkrijgen. Het Congress benoemde de generaal-majoor op 8 maart 1785 alsnog als minister van Oorlog, na verschillende andere kandidaten overwogen te hebben. Het leger was nog een fractie van de voormalige grootte. Het Congress gaf Knox de opdracht om een leger te vormen dat bestond uit 700 man. De belangrijkste uitdaging voor het leger waren indianenstammen die de verschillende kolonisten lastigvielen die westwaarts trokken.
In het Congress was bij sommige leden veel weerzin tegen een de oprichting van een leger in vredestijd, omdat dat zou leiden tot de vorming van een elitaire dominante klasse. Om het Congress tegemoet te komen stelde Knox een plan voor waarbij het leger vooral bestond uit staatsmilitie. De noodzaak voor een meer centraal gestuurd leger werd echter duidelijk na de uitbraak van de Shay's Rebbelion in Massachusetts in 1786. Tijdens de Constitutional Convention waar een nieuwe Amerikaanse Grondwet opgesteld werd hielden de opstellers daar ook rekening mee.
George Washington vroeg Knox om advies of hij die Conventie moest bijwonen. Knox raadde hem aan van wel, omdat het zou bijdrage aan zijn roem. Door huidige en toekomstige generaties zou hij dan beschouwd worden als de "Father of Your Country". Dit was de eerste keer dat Washington op deze manier werd aangeduid. Knox steunde actief de aanname van de Grondwet. Na de aanname van de Grondwet beschouwden sommigen hem als een geloofwaardige kandidaat voor het vicepresidentschap, maar Knox liet weten liever minister van Oorlog te blijven.
Een belangrijke presentatie van Knox als minister was de aanname van de Militia Act of 1792. Maar 20 procent van de bijna half miljoen leden van de verschillende milities waren in staat zich op eigen kosten voldoende te bewapenen in het geval dat ze onder de wapenen moesten worden geroepen. De federale overheid stimuleerde daarom de import van wapens en legde een verbod op op de export daarvan. Verder werd de productiecapaciteit uitgebreid.
Veel van de schepen van de Amerikaanse marine waren na afloop van de Onafhankelijkheidsoorlog verkocht. Daardoor had het land bijna geen verdediging tegen piraterij en om de handelsvloot te beschermen. Knox zette zich daarom in voor de op- en uitbouw van de United States Navy. Verder liet hij een aantal kustfortificaties aanleggen.
Als minister was Knox ook verantwoordelijk voor de banden van de Verenigde Staten met de verschillende indianenstammen. Hij stelde dat de verschillende omliggende gebieden die bewoond werden door de stammen soevereine naties waren en dat hun land daardoor niet zomaar ingenomen kon worden, tenzij met wederzijdse goedkeuring of in het geval dat het in een rechtvaardige oorlog werd veroverd op de stammen. Burgers of overheden konden alleen land van indianen kopen als onderdeel van een verdrag met de federale overheid.
In het Verdrag van Parijs hadden de Verenigde Staten in 1783 zeggenschap gekregen over het Noordwestterritorium. De Britten bleven de daar wonende indianenstammen met succes steunen. Zij vielen kolonisten aan die het gebied binnentrokken. In de periode direct na de Onafhankelijkheidsoorlog was er weinig steun in het Congress om maatregelen te ondernemen tegen de omliggende indianenstammen. In 1790 organiseerde Knox toch een campagne die geleid werd door generaal Josiah Harmar. Een tweede campagne werd in 1791 geleid door Arthur St. Clair, gouverneur van het Noordwestterritorium. Beide expedities waren een mislukking. Knox organiseerde daardoor in 1794 een derde expeditie onder leiding van Anthony Wayne. Deze wist de indianenstammen in 1794 te verslaan in de Slag bij Fallen Timbers. Daarbij staken de Amerikanen de graanvelden van de verschillende indianenstammen over een groot gebied in brand. Daardoor waren de indianenstammen wel genoodzaakt weg te trekken.
De meeste indianenstammen weigerden hun land, waar ze duizenden jaren lang hadden gewoond, zomaar zonder gevecht op te geven. Sommige Amerikanen waren voorstander van een massadeportatie wanneer de Verenigde Staten een gebied wilden innemen. Knox was ook voorstander van uitbreiding van de Verenigde Staten, maar vond het gebruik van geweld te kostbaar. In plaats daarvan probeerde hij de Indianen “beschaving” bij te brengen door hen te voorzien van levensmiddelen en landbouwuitrusting en missionarissen te sturen. Deze pogingen slaagden maar zeer ten dele en daardoor gaf Knox toch soms de voorkeur aan het gebruik van geweld.

### Laatste jaren
Knox trad op 2 januari 1795 af als minister en keerde terug naar Massachusetts om voor zijn groeiende gezin te zorgen. Timothy Pickering was zijn opvolger. In zijn latere jaren hield hij zich vooral bezig met de handel en bouw van schepen en de speculatie in grond. Hij stond bekend als harde landheer voor zijn pachters. De zaken gingen niet altijd goed. Daardoor was Knox gedwongen grote stukken land in Maine te verkopen om zijn schuldenaren tevreden te stellen.
Toen Knox in oktober 1806 bij bezoek aan een vriend een kippenbotje doorslikte, bleef dat in zijn keel steken. Het raakte geïnfecteerd en drie dagen later overleed hij.
- Bibliothèque nationale de France: cb161780325 (data)
- CiNii: DA19405799
- Gemeinsame Normdatei: 104273240
- International Standard Name Identifier: 0000 0000 6317 2935
- Library of Congress Control Number: n50042395
- National Archives and Records Administration: 10580532
- Nationale bibliotheek van Australië: 35277364
- Nationale Bibliotheek van Israël: 987007432436905171
- Réseau des bibliothèques de Suisse occidentale: 02-A022969000
- SNAC: w6h995df
- Trove: 894061
- Virtual International Authority File: 17657529
- WorldCat: E39PBJmXKVHcTFMcmcgf3vQjG3